# Klüwers Kanal
Klüwers Kanal  er navnet på  den smalle, cirka 150 meter lange kanal, der forbinder Brassø og Avnsø i Silkeborgsøerne. Den har navn efter, og blev gravet i 1862-1863 på foranledning af daværende skovrider C.C. Klüver (1809-1882), der var ansat ved Silkeborg Skovdistrikt i perioden 1851 til 1882.
Det vides ikke om han i forvejen havde ansøgt om tilladelse, men han skal have fået en irettesættelse (en næse) for at have sat det i værk. Han forsvarede sig dog med, at kanalen var blevet gravet for at lette udskibningen fra Østerskov af det tømmer, der blev sejlet på ”kåge” ind til Silkeborg. Den virkelige bevæggrund har dog nok været af turistmæssig karakter.
Oprindeligt hed kanalen ”Bettys Kanal” efter en af Klüvers døtre, men dette navn er for længst gået i glemmebogen.
Der fører en træbro over kanalen – tættest på Avnsø, som i vinteren 2007-2008 erstattede en ældre bro. I ældre turisthåndbøger benævntes den ofte ”Knippelsbro”, og det fremhævedes, at den var meget skrøbelig – så var man advaret.